# Blood, Sweat & Tears
Blood, Sweat & Tears är en amerikansk rockgrupp, influerad av jazz och soul, bildad 1967 i New York.
Al Kooper, tidigare medlem i The Blues Project, var gruppens ursprungliga ledare, sångare och kompositör. Han lämnade dock gruppen efter första albumet efter en dispyt om den musikaliska inriktningen och ersattes av sångaren David Clayton-Thomas. Många medlemmar har kommit och gått i gruppen, vars kännemärke hela tiden har varit blåssektionen och de välskrivna arrangemangen för denna. Första uppsättningen av gruppen bestod utöver Al Kooper av Jim Fielder, Fred Lipsius, Randy Brecker, Jerry Weiss, Dick Halligan, Steve Katz och Bobby Colomby. Debutalbumet Child Is Father to the Man (1968) rosades av kritiker, men blev en måttlig framgång försäljningsmässigt, medan det andra albumet Blood, Sweat & Tears (1969) blev deras största försäljningsframgång. På albumet ingick singlarna "Spinning Wheel", "You've Made Me So Very Happy" och "And When I Die". Gruppens blandning av rock, jazz och soul var något helt nytt när det begav sig och gjorde stor succé. Mellan 1972 och 1975 var den svenske gitarristen Georg (Jojje) Wadenius medlem av gruppen. Clayton-Thomas lämnade gruppen samtidigt som Wadenius blev medlem och ersattes av Jerry Fisher. Clayton-Thomas återkom till gruppen 1975, men då var endast trummisen Bobby Colomby kvar från den första upplagan.
Blood, Sweat & Tears mest kreativa och nyskapande period omfattas främst av de tre första albumen. Efter albumet Blood, Sweat & Tears 3 (1970) med hiten "Hi-De-Ho" sålde gruppens album sämre då blickarna istället riktades mot grupper som Chicago eller Weather Report. Gruppen upplöstes 1978, men har återbildats ett flertal gånger sedan dess.
Gruppnamnet kommer från ett citat av Winston Churchill.

## Medlemmar
Ursprungliga medlemmar
- Al Kooper – keyboard, sång (1967–1968)
- Randy Brecker – trumpet, flygelhorn (1967–1968)
- Bobby Colomby – trummor (1967–1977)
- Jim Fielder – basgitarr (1967–1974)
- Richard Halligan – keyboard, trombon, flöjt (1967–1972)
- Steve Katz – gitarr, munspel, luta, mandolin, sång (1967–1973, 2008–2010)
- Fred Lipsius – altsaxofon, piano (1967–1972)
- Jerry Weiss – trumpet, flygelhorn (1967–1968)

Nuvarande medlemmar
- Dave Gellis – gitarr (1985–)
- Glenn McClelland – keyboard (1987–1995, 2006–)
- Jon Ossman – basgitarr
- Carl Fischer – trumpet
- Trevor Neumann – trumpet
- Michael Davis – trombon
- Ken Gioffre – saxofon
- Joel Rosenblatt – trummor
- Bo Bice – sång (2014–)

Andra medlemmar (urval)
- David Clayton-Thomas – sång, gitarr (1968–1972, 1974–1981, 1984–2004)
- Lew Soloff – trumpet, flygelhorn (1968–1974)
- Dave Bargeron – trombon, tuba, horn, bas, bakgrundssång (1970–1978)
- Bobby Doyle – sång, piano (1972) (död 2006)
- Joe Henderson – tenorsaxofon (1972) (död 2001)
- Lou Marini Jr. – tenorsaxofon, sopransaxofon, flöjt (1972–1974)
- Larry Willis – keyboard (1972–1978)
- Jojje Wadenius – gitarr, sång (1972–1975)
- Jerry Fisher – sång (1972–1974)
- Tom Malone – trombon, trumpet, flygelhorn, altsaxofon, bas (1973)
- Ron McClure – basgitarr (1974–1975, 1976)
- Luther Kent – sång (1974)
- Jaco Pastorius – basgitarr (1975–1976) (död 1987)
- Steve Khan – gitarr (1975)
- Mike Stern – gitarr (1975–1977)
- Don Alias – slagverk (1975–1976) (död 2006)
- Roy McCurdy – trummor (1976–1977)
- Barry Finnerty – gitarr (1977–1978)
- Neil Stubenhaus – basgitarr (1977–1978)
- Gregory Herbert – saxofon (1977–1978) (död 1978)
- Mic Gillette – trumpet (1980–1981)
- Dave Panichi – trombon (1987–1988, 1997–1998)
- Jerry Sokolov – trumpet (1987–1994)
- Gil Parris – gitarr (2000)
- Rob Paparozzi – sång, munspel (2005–2011)
- Jason Paige – sång (2011–2012)
- David Aldo – sång (2012–2013)

## Diskografi (urval)
Studioalbum
- Child Is Father to the Man (1968)
- Blood, Sweat & Tears (1969)
- Blood, Sweat & Tears 3 (1970)
- Blood, Sweat & Tears 4 (1971)
- New Blood (1972)
- No Sweat (1973)
- Mirror Image (1974)
- New City (1975)
- More than Ever (1976)
- Brand New Day (1977)
- Nuclear Blues (1980)
- The Challenge (1984)

Livealbum
- In Concert (1976)
- Live And Improvised (1991) (inspelad 1975)
- Live (1995) (inspelad vid The Street Scene, Los Angeles, 1980)

Singlar (på Billboard Hot 100)
- "You've Made Me So Very Happy" (1969) (US #2)
- "Spinning Wheel" (1969) (#2)
- "And When I Die" (1969) (#2)
- "Hi-De-Ho" (1970) (#14)
- "Lucretia MacEvil" (1970) (#29)
- "Go Down Gamblin' " (1971) (#32)
- "Lisa, Listen to Me" (1971) (#73)
- "So Long Dixie" (1972) (#44)
- "Tell Me That I'm Wrong" (1974) (#83)
- "Got To Get You Into My Life" (1975) (#62)